# 渡辺光
渡辺 光（わたなべ あきら、1904年9月2日 - 1984年4月29日）は、日本の地理学者。お茶の水女子大学名誉教授。地理調査所（現在の国土地理院）、お茶の水女子大学などで研究を行った。

## 生涯
東京市麹町区に生まれる。1917年麹町区立富士見尋常高等小学校を卒業。1922年旧制開成中学卒業。1925年旧制第二高等学校理科を卒業、東京帝国大学理学部地理学科に入学し、山崎直方・辻村太郎・多田文男等の指導を受ける。
1927年 第3回太平洋学術会議が東京で開催されたとき「日本の火山分類図」を辻村の指導の下に制作し、出品した。1928年3月 東京帝国大学を卒業。その後、同大学地理学教室副手となる。また、日本大学の講師も務めた。1929年10月 アメリカの東京大学理学部退官。名誉教授ミシガン大学地理学教室に研究員として留学し、ロバート・ホール教授のもとで地誌学研究を重ねる。1933年12月 陸軍士官学校予科教授に就く。1934年 結婚。1942年7月 文部省図書監修官に任ぜられる。1946年 地理調査所（現在の国土地理院）にて研究を行う。1953年9月東京大学から理学博士の学位を授与。1958年8月お茶の水女子大学教授に就く。1965年10月文教育学部長に就任。1966年人文科学研究科長に就任。1970年お茶の水女子大学を定年退官、名誉教授となる。
- 1970年 日本地理学会会長となる。（1972年3月まで）
- 1973年 日本国際地図学会会長となる。（1981年3月まで）
- 1973年10月 日本政府代表として第7回国連アジア極東地域地図会議に出席。
- 1984年4月29日 心不全のため逝去[2]。

## 主な研究
初期には主に三角州や海成段丘を対象とした海岸地形に関する研究を行った。それらをまとめ、1953年9月に東京大学に「日本列島の海岸型その成因，分類，並に地域特性」を提出、理学博士の学位を授与される。アメリカに留学した際は，地誌研究をすすめる。その時の成果を発展させた日本の地形区の区分は、理科年表などに使われた。

## 論文
- 渡邊光「コロラド臺地の河流の篏入曲流の起原」『地理学評論』第2巻第8号、日本地理学会、1926年、715-718頁、doi:10.4157/grj.2.715、ISSN 0016-7444、NAID 130003424920。
- 渡邊光「大陸漂移説に對する氣候學上の意見」『地理学評論』第2巻第12号、日本地理学会、1926年、1131-1134頁、doi:10.4157/grj.2.1131、ISSN 0016-7444、NAID 130003566352。
- 渡邊光「洪積期氷期の水準變化と人類分布」『地理学評論』第2巻第2号、日本地理学会、1926年、177-178頁、doi:10.4157/grj.2.177、ISSN 0016-7444、NAID 130003566359。
- 渡邊光「加州サンガブリエル山に於ける氷河の遺跡」『地理学評論』第2巻第6号、日本地理学会、1926年、545-546頁、doi:10.4157/grj.2.545、ISSN 0016-7444、NAID 130003566391。
- 渡邊光, 今泉政吉「日本群島に於ける火山の分布竝に地形學的火山群の設定(四)」『地理学評論』第3巻第10号、日本地理学会、1927年、951-966頁、doi:10.4157/grj.3.10_951、ISSN 0016-7444、NAID 130003566772。
- 渡邊光, 今泉政吉「日本群島に於ける火山の分布竝に地形學的火山群の設定(一)」『地理学評論』第3巻第6号、日本地理学会、1927年、467-489頁、doi:10.4157/grj.3.467、ISSN 0016-7444、NAID 130003566822。
- 渡邊光, 今泉政吉「日本群島に於ける火山の分布竝に地形學的火山群の設定(二)」『地理学評論』第3巻第7号、日本地理学会、1927年、582-599頁、doi:10.4157/grj.3.7_582、ISSN 0016-7444、NAID 130003566834。
- 渡邊光, 今泉政吉「日本群島に於ける火山の分布竝に地形學的火山群の設定(三)」『地理学評論』第3巻第8号、日本地理学会、1927年、781-794_1、doi:10.4157/grj.3.8_781、ISSN 0016-7444、NAID 130003566842。
- 渡邊光「デルタの形成に關する實驗」『地理学評論』第4巻第2号、日本地理学会、1928年、217-219頁、doi:10.4157/grj.4.217、ISSN 0016-7444、NAID 130003567213。
- 渡邊光「奧尻島の海成段丘とその交代的傾斜運動」『地理学評論』第4巻第3号、日本地理学会、1928年、298-309頁、doi:10.4157/grj.4.298、ISSN 0016-7444、NAID 130003567220。
- 渡邊光「本邦の隆起三角洲に關する考察」『地理学評論』第5巻第1号、日本地理学会、1929年、1-15_1、doi:10.4157/grj.5.1、ISSN 0016-7444、NAID 130003425228。
- 渡邊光「赤石山系南部の地形と地形發達」『地理学評論』第6巻第7号、日本地理学会、1930年、727-750頁、doi:10.4157/grj.6.727、ISSN 0016-7444、NAID 130003425396。
- 渡邊光「合衆國東北部に見出される氷期以後の斷層」『地理学評論』第7巻第12号、日本地理学会、1931年、1086-1088頁、doi:10.4157/grj.7.1086、ISSN 0016-7444、NAID 130003568040。
- 渡辺光「日本の地形區」『地學雜誌』第61巻第1号、東京地学協会、1952年、1-7頁、doi:10.5026/jgeography.61.1、ISSN 0022-135X、NAID 130000793001。
- 渡辺光「地形学の展望」『人文地理』第8巻第5号、人文地理学会、1956年、381-393頁、doi:10.4200/jjhg1948.8.381、ISSN 0018-7216、NAID 130000994416。
- 渡辺光「日本の地理学の戦後の動向」『地學雜誌』第69巻第4号、東京地学協会、1960年、145-152頁、doi:10.5026/jgeography.69.145、ISSN 0022-135X、NAID 130000983444。
- 渡辺光「地理と地図」『地図』第1巻第1号、日本地図学会、1963年、1a-3、doi:10.11212/jjca1963.1.1a、ISSN 0009-4897、NAID 130003812849。

## 共編著
- 『地理学 地形・気候篇』秋岡武次郎共著 古今書院 1935
- 『支那地理大系 自然環境篇』編著 日本評論社 1940
- 『地理概説』渡辺操共著 師範学校教科書 1948
- 『新制日本地図帖』尾崎乕四郎共編著 日本書籍 1949
- 『世界地理大系』全7巻 石田竜次郎共編 河出書房 1951-52
- 『日本地理新大系 第3巻 資源産業 第1』渡辺操共編 河出書房 1953
- 『日本地理新大系 第5巻 地誌』編 河出書房 1953
- 『日本航空写真地理』多田文男共編 河出書房 1954
- 『日本地名事典』全3巻 監修 朝倉書店 1954
- 『新世界地理 第4 東南アジア』編 朝倉書店 1959
- 『新世界地理 第10 アングロアメリカ』編 朝倉書店 1960
- 『現代地理学大系 第1部 第1巻 自然地理・応用地理 地形学』編 古今書院 1961
- 『新世界地理 第1 世界総論』編 朝倉書店 1962
- 『わたしたちの地理 日本編 第13巻 関東編 2 (神奈川・埼玉・千葉) 』木内信蔵,大和英成共監修 国際情報社 1964
- 『日本地名大事典』全7巻 中野尊正、山口恵一郎 式正英共編 朝倉書店、1967-68
- 『世界地名大事典』全8巻 熊谷圭知・木内信蔵・山口恵一郎、竹内啓一共編 朝倉書店、1973-74
- 『世界地理 日本』編 朝倉書店 1973

記念文集
- 『渡辺光 その人と仕事』渡辺光先生追悼録刊行会 1985